# 1997 في ألمانيا
فيما يلي قوائم الأحداث التي وقعت خلال عام 1997 في ألمانيا.

## سياسة

### تعيين في المنصب
- 1 نوفمبر – غيرهارد شرودر رئيس البوندسرات.

### انتهاء فترة المنصب
- 31 أكتوبر – إرفين تويفيل رئيس البوندسرات.

## ظهور
- 1 يناير – غيم ستار

## أفلام
من الأفلام التي صدرت هذه السنة في ألمانيا:
- 14 نوفمبر – ابن آوى من إخراج مايكل كايتون-جونز.
- 18 ديسمبر – الغد لا يموت من إخراج روجر سبوتيسوود.

## برامج ومسلسلات وأنمي
- الحب الممنوع

## كتب
من الكتب التي صدرت هذه السنة في ألمانيا:
- 1 يناير – حكاية الرياضيات - عفريت الأرقام من تأليف هانس ماغنوس إنتزنسبيرغر.

## مواليد

### يناير
- 1 يناير – الينا فرويند ممثلة ألمانية.
- 26 يناير – غيديون زيلاليم لاعب كرة قدم ألماني.

### فبراير
- 23 فبراير – بنيامين هنريكس اسم العائلة.

### مارس
- 18 مارس – ماكسيميليان ميتلشتيت لاعب كرة قدم ألماني.

### أبريل
- 18 أبريل – لوكاس بودير
- 18 أبريل – ماتياس بلوباوم لاعب شطرنج ألماني.
- 20 أبريل – ألكسندر زفيريف لاعب كرة مضرب ألماني.

### يوليو
- 8 يوليو – فيل نيومان لاعب كرة قدم ألماني.

### سبتمبر
- 4 سبتمبر – نيكلاس كييل لاعب كرة سلة ألماني.

### نوفمبر
- 29 نوفمبر – فابيان ريس لاعب كرة قدم ألماني.

## وفيات

### يناير
- 1 يناير – ريشارد لايزنج (مواليد 1934) كاتب ومؤلف ألماني.
- 1 يناير – هيرمان أوير (مواليد 1902) فيزيائي ألماني.
- 18 يناير – روث برينكمان (مواليد 1934) ممثلة أمريكية.

### مارس
- 5 مارس – يوزف أكرمان (مواليد 1905) سياسي ألماني.
- 31 مارس – فريدريش هوند (مواليد 1896) فيزيائي ألماني.

### أبريل
- 10 أبريل – مارتن شوارزشيلد (مواليد 1912) عالم فلك ألماني.
- 28 أبريل – نوربرت برينكمان (مواليد 1912) سياسي ألماني.

### مايو
- 26 مايو – مانفريد فون آردن (مواليد 1907) سياسي ألماني.

### يونيو
- 14 يونيو – هيلموت فيشر (مواليد 1926) ممثل ألماني.

### سبتمبر
- 4 سبتمبر – هانز آيزنك (مواليد 1916) بَريطانِيِّ نفساني.

### أكتوبر
- 4 أكتوبر – أوتو إرنست ريمر (مواليد 1912) كاتب ألماني.
- 28 أكتوبر – كلاوس فوندرليش (مواليد 1931)
- 31 أكتوبر – هانس باير (مواليد 1927) لاعب كرة قدم ألماني.

### نوفمبر
- 9 نوفمبر – كارل هيمبل (مواليد 1905) فيلسوف ألماني.